# Lago Hottah
El lago Hottah (del inglés: Hottah Lake) es un lago de Canadá localizado en la parte central de los Territorios del Noroeste, a unos 30 km al sur del Gran Lago del Oso. El lago tiene una forma muy irregular, con una costa muy sangrada con profundos e intrincados entrantes que configuran numerosas bahías, penínsulas y canales. Tiene una superficie de 840 km², que si se incluyen las islas, llega a los 918 km², siendo el sexto mayor de los Territorios del Noroeste.
El lago es alimentado y drena a través del río Camsell, que vertebra un complejo sistema fluvo-lacustre —formado por los lagos Faber, Rae, Hardisty, Hottah y Clut—localizado en el suroeste del Gran Lago del Oso. El Camsell desagua en la bahía del McTavish Arm en el Gran Lago del Oso, que a su vez vierte a través del Gran Río del Oso (113 km) en el río Mackenzie, acabando finalmente en el mar de Beaufort.
En las orillas del lago no hay asentamientos permanentes, aunque durante la corta temporada de verano es visitado por cientos de cazadores y pescadores.

## Accidente aéreo
El 8 de noviembre de 1972, un avión de evacuación médica pilotado por Martin Hartwell se estrelló en una colina cerca del lago. Hartwell se rompió ambas piernas y murieron la enfermera Judy Hill y una mujer embarazada inuit, Neemee Nulliayok. David Pisurayak Kootook también sobrevivió al accidente, pero murió después de 20 días. Kootook fue fundamental para la supervivencia de la pareja, aunque a diferencia de Hartwell no quiso comer carne de la enfermera muerta.

## Legado
Cuando el Curiosity rover descubrió evidencias sólidas de un cauce antiguo en Marte en una pila de rocas lisas cementadas (conglomerados), los jefes del proyecto nombraron uno de los dos sitios del afloramiento rocoso como Hottah (el otro se llama Link) en memoria de este lago.